# Liste der Bodendenkmäler in Griesstätt
Auf dieser Seite sind die Bodendenkmäler in der oberbayerischen Gemeinde Griesstätt zusammengestellt. Diese Tabelle ist eine Teilliste der Liste der Bodendenkmäler in Bayern. Grundlage ist die Bayerische Denkmalliste, die auf Basis des Bayerischen Denkmalschutzgesetzes vom 1. Oktober 1973 erstmals erstellt wurde und seither durch das Bayerische Landesamt für Denkmalpflege geführt wird. Die folgenden Angaben ersetzen nicht die rechtsverbindliche Auskunft der Denkmalschutzbehörde.

## Bodendenkmäler in Griesstätt
| Lage       | Objekt | Akten-Nr.     | Bild |
| ---------- | --- | ------------- | ---- |
| (Standort) | Burgstall des hohen und späten Mittelalters („Laiming“). | D-1-7939-0014 |      |
| (Standort) | Untertägige mittelalterliche und frühneuzeitliche Befunde im Bereich von Kloster Altenhohenau mit der katholischen Dominikanerinnen-Klosterkirche St. Peter und Paul und ihren Vorgängerbauten und abgegangenen Klausur- und Wirtschaftsgebäuden. | D-1-7939-0091 |      |
| (Standort) | Burgstall des späten Mittelalters („Geiereck“). | D-1-8038-0025 |      |
| (Standort) | Untertägige mittelalterliche und frühneuzeitliche Befunde und Funde im Bereich der katholischen Filialkirche St. Georg in Berg und ihres Vorgängerbaus.                                                                                           | D-1-8038-0060 |      |
| (Standort) | Abschnittsbefestigung des frühen Mittelalters oder hohen Mittelalters. | D-1-8039-0036 |      |
| (Standort) | Burgstall des hohen und späten Mittelalters sowie abgegangenes Hofmarkschloss der frühen Neuzeit („Schloss Warnbach“). | D-1-8039-0037 |      |
| (Standort) | Körpergräber mit Kreisgräben und Siedlung vor- oder frühgeschichtlicher Zeitstellung. | D-1-8039-0044 |      |
| (Standort) | Siedlung vor- oder frühgeschichtlicher Zeitstellung. | D-1-8039-0045 |      |
| (Standort) | Burgstall des hohen Mittelalters. | D-1-8039-0050 |      |
| (Standort) | Untertägige mittelalterliche und frühneuzeitliche Befunde und Funde im Bereich der katholischen Pfarrkirche St. Johannes Baptist in Griesstätt und ihrer Vorgängerbauten.                                                                         | D-1-8039-0100 |      |
| (Standort) | Untertägige frühneuzeitliche Befunde und Funde im Bereich der katholischen Filialkirche Maria Schnee in Holzhausen und ihres Vorgängerbaus. | D-1-8039-0103 |      |